# بازگوگ
بازگوگ (به فرانسوی: Bazugues) یک کمون (فرانسه) در فرانسه است که در canton of Mirande واقع شده‌است. بازگوگ ۵٫۳۶ کیلومتر مربع مساحت دارد ۱۷۰ متر بالاتر از سطح دریا واقع شده‌است.